# Вілле-д'Анаунія
Вілле-д'Анаунія (італ. Ville d'Anaunia) — муніципалітет в Італії, у регіоні Трентіно-Альто-Адідже,  провінція Тренто. Муніципалітет утворено 1 січня 2016 року шляхом об'єднання муніципалітетів Нанно, Тассулло та Туенно.
Вілле-д'Анаунія розташоване на відстані близько 510 км на північ від Рима, 29 км на північ від Тренто.
Населення — 4900 осіб (2015).

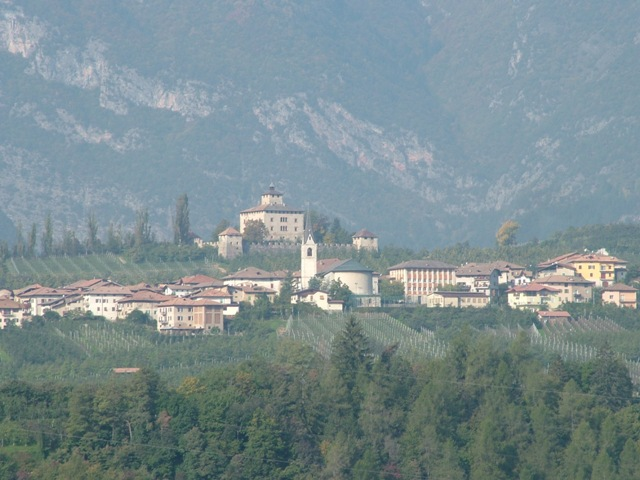

Щорічний фестиваль відбувається 2 лютого. Покровитель — святий Власій.

## Демографія
Населення за роками:

Станом на 1 січня 2023 року в муніципалітеті офіційно проживали 402 іноземці з 39 країн, серед них 221 громадянин країн Євросоюзу та 12 громадян України.

## Сусідні муніципалітети
- Клес
- Конта
- Таїо
- Санцено
- Камподенно
- Денно
- Дімаро-Фольгарида
- Мольвено
- Тре-Вілле
- Спормаджоре